# Cinetocor

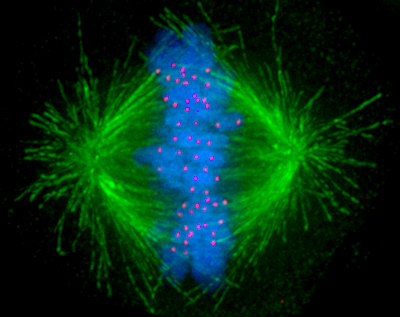
Imatge d'una cèl·lula humana en mitosi, on els microtúbuls es mostren en verd (formant el fus mitòtic), els cromosomes en blau en l'equador del fus i els cinetocors en vermell.

El cinetocor és una estructura proteica situada sobre els cromosomes. Sobre aquesta estructura s'ancoren els microtúbuls (MTs) del fus mitòtic durant els processos de divisió cel·lular (meiosi i mitosi). El cinetocor està localitzat en una zona específica del cromosoma, el centròmer. En els vertebrats i els llevats els cinetocors són estructures discretes i úniques en cada cromosoma, però existeixen organismes (com C. elegans) que presenten cinetocors difusos al llarg dels braços cromosòmics: són els anomenats cromosomes holocèntrics.
Els cinetocors inicien, controlen i supervisen els moviments dels cromosomes durant la divisió cel·lular. Respecte a la seva estructura es poden dividir en dues regions:
- el cinetocor intern s'organitza normalment sobre seqüències d'ADN altament repetit i s'enssambla en una forma especialitzada de cromatina.
- el cinetocor extern és una estructura proteica amb molts components dinàmics que s'enssambla i funciona només durant la divisió cel·lular.

Les funcions del cinetocor inclouen l'ancoratge dels cromosomes als MTs del fus mitòtic, la verificació d'aquests ancoratges, l'activación del checkpoint de mitosi (un mecanisme de control que retarda la sortida de la mitosi en cas de detectar falles) i la participació en la generació de les forces que propulsen els moviments cromosòmics durant la divisió cel·lular.

## Estructura del cinetocor en animals
El cinetocor stà compost dedistintes capes, (revisado por C. Rieder en 1982), y más recientemente por congelación rápida y sustitución.

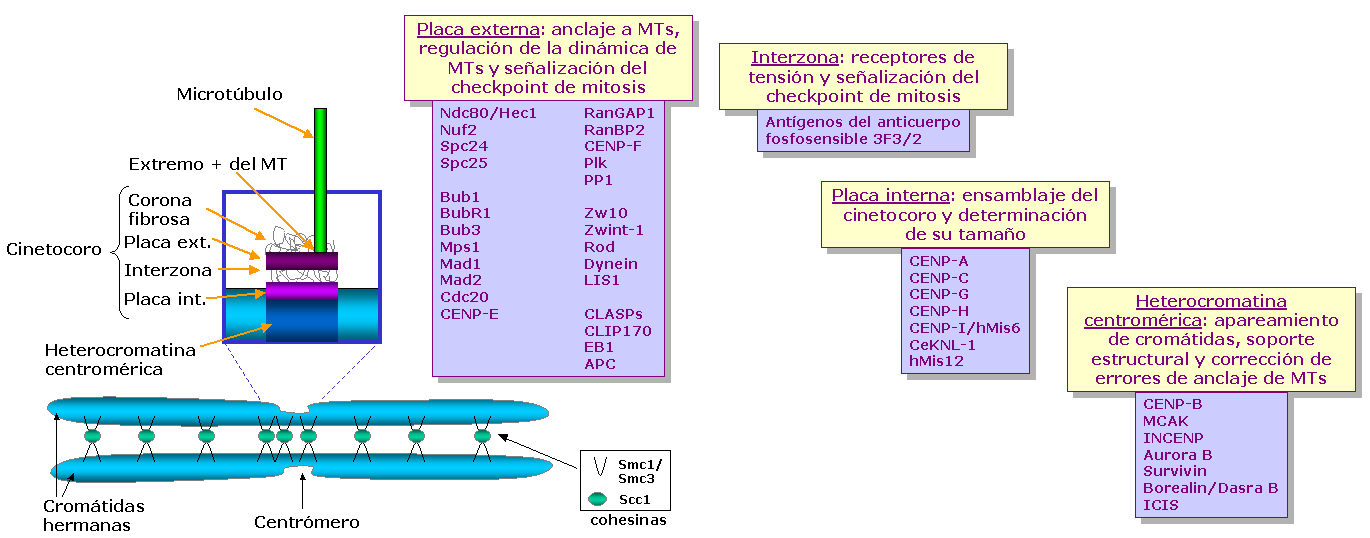
Estructura i components dels cinetocors en vertebrats. Basat en Maiato et al. (2004).

La capa més profunda del cinetocor és la làmina interna, que s'organitza sobre una estructura de cromatina que conté nucleosomes que presenten una histona especialitzada (CENP-A, que substitueix la histona H3 en aquesta zona), proteïnes auxiliars i ADN. La placa interna apareix com un domini d'heterocromatina discret a través de tot el cicle cel·lular. Per fora d'aquesta apareix la placa externa, composta sobretot de proteïnes. La placa externa dels cinetocors de vertebrats té al voltant de 20 llocs d'ancoratge per a extrems (+) de microtúbuls (anomenats kMTs, per kinetochore MTs), mentre que la placa externa dels cinetocoré un sol lloc d'ancoratge. La zona més externa del cinetocor forma una corona fibrosa. Aquesta corona està formada per una xarxa dinàmica de proteïnes residents i temporals que estan implicades en el checkpoint de mitosi, en l'ancoratge de MTs i en la regulació del comportament d'aquests.

## Funció dels cinetocors
El nombre de microtúbuls que s'uneixen a un cinetocor és variable: en Saccharomyces cerevisiae s'uneix al cinetocor només un microtúbul, mentre que en mamífers superiors a cada cinetocor s'uneixen entre 15 i 35 microtúbuls. Tanmateix, no tots els microtúbuls del fus arriben als cinetocors.